# 石川道益
石川 道益（いしかわ の みちます）は、奈良時代から平安時代初期にかけての貴族。官位は従五位上・遣唐副使、贈従四位上。

## 経歴
桓武朝の延暦16年（797年）従五位下に叙爵し、但馬介に任ぜられる。延暦20年（801年）遣唐副使に任ぜられる（遣唐大使は藤原葛野麻呂）。延暦22年（803年）3月に遣唐使節に対する餞別の宴が行われ、道益は御衣一襲と金150両を与えられる。4月に葛野麻呂と共に節刀を授けられて難波津より出航するが、まもなく暴風雨を受けて遣唐使船が破損して航海が不可能となる。翌延暦23年（804年）7月に最澄らと共に第二船に乗船して唐に渡り、無事に明州に到着する。しかし、病に伏し、延暦24年（805年）長安へ出発できないまま明州で没した。享年43。同年7月に大使・葛野麻呂以下遣唐使節一行が帰国して功労の叙位が行われた際、道益は従四位下を贈られた。
仁明朝の承和3年（836年）遣唐使として渡唐するも客死した8名に叙位が行われ、道益は従四品上の位階を贈られた。

## 人物
甚だ才能があり、書記に通じる一方で、行儀作法も美しかった。唐で没したことを朝廷に惜しまれたという。
冥界での道益の思いを受けて、道益の墳墓には霊芝が生えていたとされる。

## 経歴
『六国史』による。
- 延暦16年（797年） 正月7日：従五位下。正月13日：但馬介
- 延暦20年（801年） 8月10日：遣唐副使
- 延暦22年（803年） 4月2日：見従五位上
- 時期不詳：卒去（遣唐副使従五位上）
- 延暦24年（805年） 7月25日：贈従四位下
- 承和3年（836年） 5月10日：贈従四品上